# Guerre romano-èque
La guerre romano-èque vers 389-388 av. J.-C. est un conflit opposant la République romaine aux Èques, un ancien peuple italique. Ils sont finalement soumis par Rome à la fin du IVe siècle av. J.-C., dans les dernières années de la deuxième guerre samnite.
Les historiens antiques et notamment Tite-Live leur consacrent une grande partie de leurs récits des évènements militaires romains de la période des Ve et IVe siècles av. J.-C., mais l'exactitude de tous les faits rapportés par les annalistes antiques est remise en question par les historiens modernes.

## La migration des peuples sabelliens auVesiècleav. J.-C.
À partir de la fin du VIe siècle av. J.-C. et pendant le Ve siècle av. J.-C., les Volsques et les Èques, deux peuples liés, envahissent le Latium lors de la migration plus générale des peuples sabelliens qui quittent les Apennins pour s'installer dans les plaines d'Italie.
Cette migration vers le sud du Latium entraine des conflits avec les habitants de cette région, les Latins et Rome, la cité-État dominante de la région. À la fin du Ve siècle av. J.-C., les Èques sont de plus sur la défensive.
Plusieurs communautés latines périphériques semblent submergées et pour répondre à cette nouvelle menace que représente l'arrivée des peuples sabelliens, les Latins se lient par le fœdus Cassianum, vers 493 av. J.-C. selon la tradition antique, une alliance militaire conclue entre la ligue latine et Rome. Quelques années plus tard, en 486 av. J.-C. selon la tradition antique, les Herniques, pris en étau entre les Volsques et les Èques, ratifient un traité similaire avec Rome et les Latins.
Les sources antiques montrent Rome et les Latins lutter contre les Volsques ou les Èques presque chaque année pendant toute la première moitié du Ve siècle av. J.-C. Ce conflit presque permanent est plutôt dominé par des raids, des pillages et des escarmouches plutôt que par les batailles mises en scène par les auteurs antiques.
Au cours de la deuxième moitié du Ve siècle av. J.-C., les Romains et les Latins semblent avoir endigué le flot volsque et èque. Les sources notent la fondation de plusieurs colonies romano-latines à cette époque, et les mentions de guerres contre les Èques et les Volsques deviennent moins fréquentes.

## La guerre romano-èque de 389-388

### Contexte
En 390 selon la chronologie traditionnelle romaine, un raid gaulois, mené par le chef sénon Brennus, vainc l'armée romaine à la bataille de l'Allia puis met à sac Rome,. 
La République romaine détient un territoire autour de Rome ainsi que les terres de Véies,. Des tribus romaines y sont créés en 389 av. J.-C. selon Tite-Live. La Ligue latine s'étend au sud de Rome et les Herniques dans la vallée du Tolerum. Des colonies romano-latines ont été déduites à Velitrae et à Circeii, où la population comprend aussi de nombreux natifs volsques.
Le territoire des Èques occupe la partie supérieure de la vallée de l'Anio, du Tolenus et de l'Himella. Leur principal centre, Liphoecua, aurait été pris par les Romains vers 484 et de nouveau environ 90 ans plus tard.
- Étrusques
- Falisques ennemis de Rome
- Falisques alliés à Rome avec garnison romaine
- Romains
- Colonie romano-latine peuplée majoritairement de Volsques
- Colonie romano-latine
- Latins neutres
- Latins en guerre contre Rome entre 390 et 377[N 1]
- Èques
- Herniques
- Volsques
- Cité volsque ou aurunce (ou samnite pour Atina)
- Peuples neutres : Ombriens, Sabins, Vestins,

                                      Marses, Péligniens et Aurunces

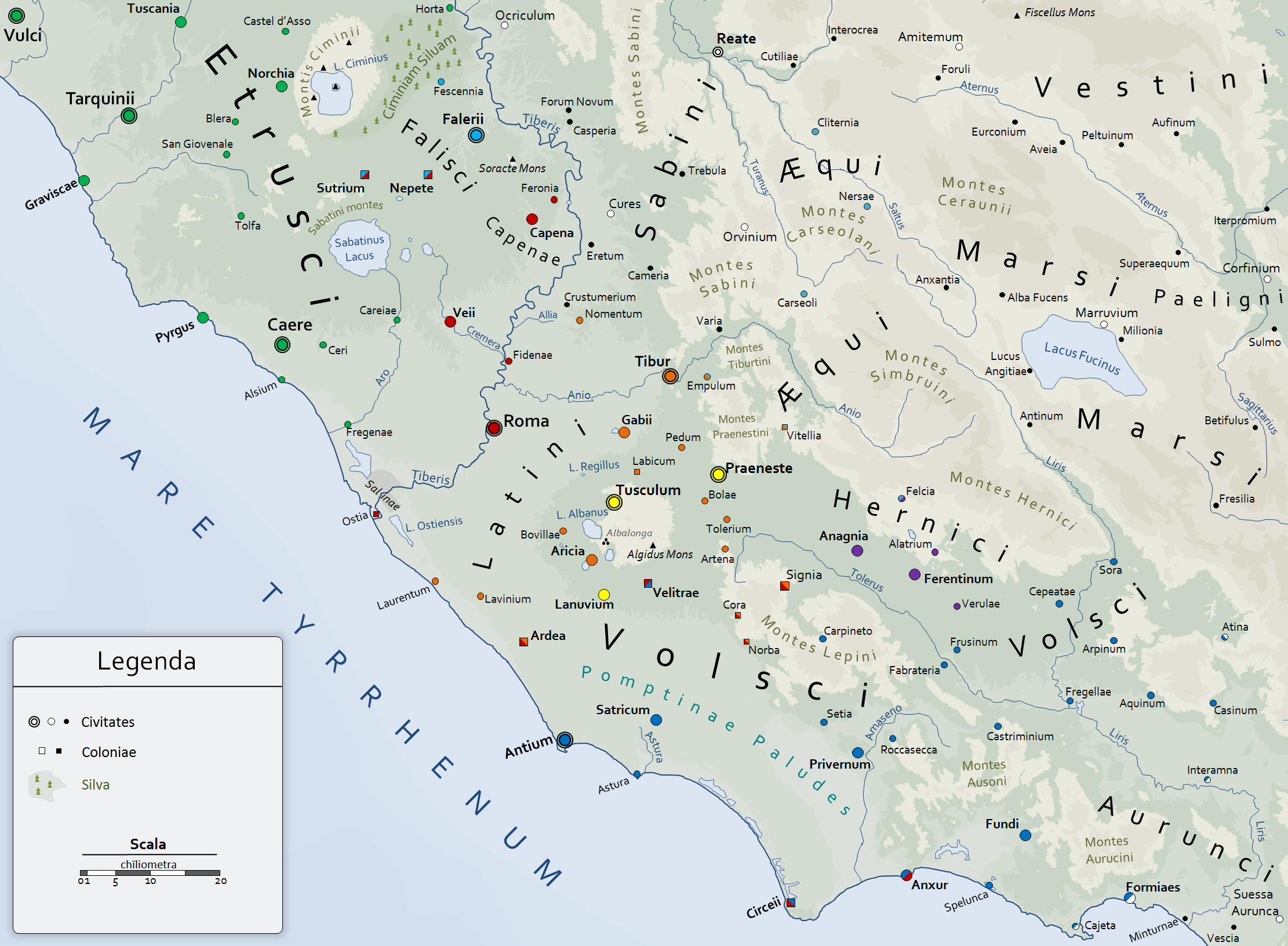
Carte du Latium au lendemain du sac de Rome de 390.
Légende des couleurs des cités et des colonies :

Les sources antiques rapportent que l'année qui suit le sac de Rome, les Étrusques, mais aussi les Volsques et les Èques, lèvent des armées pour porter le coup fatal à Rome alors affaiblie, tandis que les Latins et les Herniques font défection et abandonnent leur alliance passée avec les Romains,,,.

### La bataille de Bolae et le ravage des terres èques 389-388

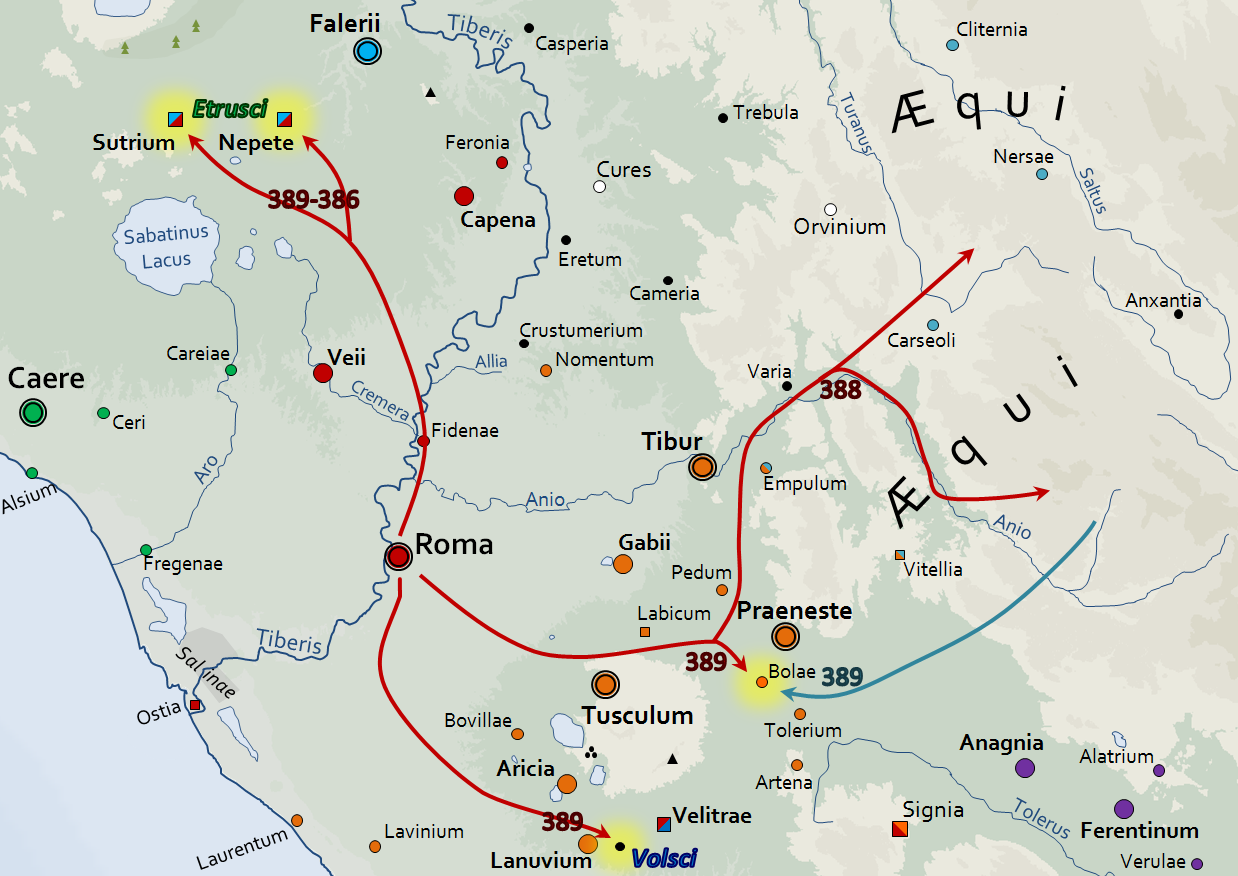
Les opérations militaires entre Rome et les Èques en 389-388 d'après le récit des auteurs antiques.

#### Le récit des auteurs antiques
Selon Tite-Live et Plutarque, les Èques réunissent leur armée à Bolae en 389. Cependant, le dictateur romain Marcus Furius Camillus vient d'infliger une sévère défaite aux Volsques. Il surprend l'armée èque qu’il écrase et s'empare à la fois de la ville et de leur camp,.
Selon Diodore de Sicile, les Èques assiègent effectivement Bolae lorsqu'ils ont été attaqués par Camille.
En 388, selon Tite-Live, une armée romaine ravage le territoire èque, cette fois sans rencontrer de résistance.

#### L'avis des historiens modernes
Stephen P. Oakley considère que ces campagnes contre les Èques en 389 et 388 comme historiques et cela expliquerait la disparition des Èques des récits jusqu'à leur révolte finale à la fin de la deuxième guerre samnite. Les sources pour cette période étant considérées comme peu fiables, la nature précise des combats autour de Bolae ne peut être déterminée. C'est une ville latine, qui est le théâtre de nombreuses batailles entre les Romains et les Èques, et la cité change de domination à plusieurs reprises. 
Karl Julius Beloch, auteur du XIXe et début XXe connu pour son étude critique des sources gréco-romaines, juge que le sac de Rome a un effet sévère à long terme sur la fortune de Rome et par conséquent, les victoires éclatantes de Camille si tôt après le sac de Rome ne peuvent être considérées que comme des inventions visant à minimiser l'ampleur de la défaite romaine de 390.
Au contraire, plus récemment, Tim J. Cornell estime que le sac gaulois est un revers pour Rome mais que la République récupère rapidement et voit dans les victoires romaines la poursuite d'une politique expansionniste agressive. Les récits des victoires sont exagérés et édulcorés, certains évènements dupliqués, mais ils décrivent essentiellement des évènements bel et bien historiques qui s'inscrivent dans le développement de Rome. Bien que le rôle de Camille est exagéré, la fréquence à laquelle on le retrouve aux plus hautes fonctions témoigne de son importance politique et militaire à Rome durant cette époque.
Gary Forsythe adopte un point de vue plus sceptique. Il estime que les auteurs antiques ont inventé une série de victoires éclatantes contre les ennemis traditionnels de Rome à l'époque de Camille, les Étrusques, les Volsques et les Èques, et datent cette série de l'année suivant le sac lorsque Rome est censée être faible et assaillie par des ennemis de venus de toutes parts.

## Soumission des Èques à la fin duIVesiècleav. J.-C.
En 304, une guerre contre les Èques, qui ont aidé les Samnites, est lancée,. Les Romains attaquent les bourgs fortifiés èques les uns après les autres et ils sont presque tous détruits et incendiés. Tite-Live conclut en disant « qu'on peut dire que la nation èque est exterminée ». Publius Sempronius Sophus triomphe sur les Èques le 24 septembre.
En 303, la colonie d'Alba Fucens est fondée. L'année suivante, les Èques tentent d'attaquer cette colonie, mais ils sont repoussés par les colons eux-mêmes. Le dictateur Caius Iunius Bubulcus Brutus les soumet promptement et se voit décerner le triomphe. En 298, une colonie est déduite à Carsioli qui permet de surveiller les Èques et les Marses. Ils sont finalement soumis mais conservent semble-t-il quelques libertés.